# Провинциалистката (филм, 1954)
„Провинциалистката“ (на английски: The Country Girl) е американски драматичен игрален филм, излязъл по екраните през 1954 година, режисиран от Джордж Сийтън с участието на Бинг Крозби, Грейс Кели и Уилям Холдън в главните роли. Сценарият, написан също от Сийтън, е базиран на едноименната пиеса от Клифърд Одетс.

## Сюжет
Франк Елгин (Кросби), алкохолизиран депресиран актьор, се явява на прослушване за театрална роля в отчаян опит да възкреси кариерата си. Въпреки протестите на продуцента, режисьорът Бърни Дод (Холдън) държи Франк да получи ролята, обвинявайки за окаяното му състояние неговата „студена“ съпруга Джорджи (Грейс Кели).

## В ролите
| Актьор          | Роля                            |
| --------------- | ------------------------------- |
| Бинг Крозби     | Франк Елгин                     |
| Грейс Кели      | Джорджи Елгин, съпруга на Франк |
| Уилям Холдън    | Бърни Дод, режисьорът           |
| Антъни Рос      | Филип Кук, продуцентът          |
| Джийн Рейнолдс  | Лари                            |
| Джаклин Фонтейн | певица                          |
| Еди Райдър      | Ед                              |
| Робърт Кент     | Пол Ънгър                       |
| Джон Рейнолдс   | Хенри Джонсън                   |
| Виктор Йънг     | диригент в студиото             |

## Награди и Номинации
„Провинциалистката“ е сред основните заглавия на 27-ата церемония по връчване на наградите „Оскар“, където е номиниран за отличието в 7 категории, включително за най-добър филм, печелейки призовете за най-добър сценарий и Оскар за най-добра женска роля за изпълнението на Грейс Кели, която е удостоена за същото и с награда „Златен глобус за най-добра актриса в драма“. 